# Velocità di gruppo

Dispersione in gruppi bicromatici di onde sulla superficie di acque profonde. Il quadrato rosso si muove con la velocità di fase mentre il punto verde si propaga con la velocità di gruppo. In questo caso, la velocità di fase è doppia rispetto a quella di gruppo. Per onde di gravità la velocità di fase è maggiore della velocità delle singole particelle.

La velocità di gruppo di un'onda è la velocità con cui si propagano nello spazio le variazioni nella forma dell'ampiezza dell'onda. Si tratta della velocità dell'inviluppo o modulante dell'onda.

## Definizione
La velocità di gruppo è definita dall'equazione:
{\displaystyle v_{g}={\frac {\partial \omega }{\partial k}}}
dove:
vg è la velocità di gruppo
ω è la frequenza angolare
k è il numero d'onda
La velocità di gruppo è spesso considerata la velocità a cui l'energia o l'informazione sono trasportate dall'onda. In molti casi questa è una visione accurata, e la velocità di gruppo può essere pensata come la velocità di segnale della forma d'onda. Permane il vincolo che la comunicazione superluminale non è possibile, poiché la velocità di segnale rimane inferiore alla velocità della luce. È anche possibile ridurre la velocità della luce a zero, fermando l'onda, o facendo in modo che l'onda sembri propagarsi in senso contrario.
La funzione ω(k) che ci dà ω in funzione di k è nota come relazione di dispersione. Se ω è direttamente proporzionale a k, allora la velocità di gruppo è esattamente proporzionale alla velocità di fase. In caso contrario, l'inviluppo dell'onda verrà distorto mentre si propaga. Questa "dispersione di velocità di gruppo" è un importante effetto nella propagazione dei segnali lungo le fibre ottiche e nella progettazione dei laser a impulsi brevi.
L'idea di una velocità di gruppo diversa dalla velocità di fase di un'onda fu proposta per la prima volta da W.R. Hamilton nel 1839, mentre la prima trattazione completa si deve a Rayleigh in Theory of Sound (Teoria del Suono) del 1877.

## Velocità di gruppo nella materia
Albert Einstein fu il primo ad introdurre la dualità onda-particella, nel 1905 per i quanti di luce e nel 1909 per la radiazione di corpo nero. Louis de Broglie ipotizzò nel 1924 che, simmetricamente, ogni particella avrebbe dovuto presentare caratteristiche ondulatorie. La meccanica quantistica ha poi mostrato il comportamento ondulatorio di molte particelle materiali (elettroni, neutroni, protoni), anche per sistemi massivi come delle macromolecole.
De Broglie concluse quindi che la velocità di ogni particella {\displaystyle v_{p}} avrebbe dovuto essere uguale alla velocità di gruppo {\displaystyle v_{g}} del pacchetto d'onda ad essa associato:
{\displaystyle v_{g}={\frac {\partial \omega }{\partial k}}={\frac {\partial (E/\hbar )}{\partial (p/\hbar )}}={\frac {\partial E}{\partial p}}}
dove
E l'energia totale della particella,
p la sua Quantità di moto,
{\displaystyle \hbar } è la costante di Planck ridotta.
Usando le relazioni note dalla relatività speciale si ottiene infatti che
{\displaystyle {\begin{aligned}v_{g}&={\frac {\partial E}{\partial p}}={\frac {\partial }{\partial p}}\left({\sqrt {p^{2}c^{2}+m_{0}^{2}c^{4}}}\right)\\&={\frac {pc^{2}}{\sqrt {p^{2}c^{2}+m_{0}^{2}c^{4}}}}\\&={\frac {\gamma m_{0}vc^{2}}{\sqrt {{\gamma }^{2}m_{0}^{2}v^{2}c^{2}+m_{0}^{2}c^{4}}}}={\frac {\gamma vc}{\sqrt {{\gamma }^{2}v^{2}+c^{2}}}}\\&={\frac {vc}{\sqrt {v^{2}+\left(c/\gamma \right)^{2}}}}={\frac {vc}{\sqrt {v^{2}+\left({\sqrt {c^{2}-v^{2}}}\right)^{2}}}}\\&=v_{p}.\end{aligned}}}